# Kutchi
Le kutchi ou koutchi est une langue de l'Inde parlée dans la région du Kutch. C'est un  parler proche du sindhi, intermédiaire avec le gujarati, le pendjabi et d'autres langues du Rajasthan. Le kutchi s'est historiquement écrit au moyen de l'écriture khojki ou khojaki (des Khojas). Mais il est devenu une langue surtout parlée, qui est parfois écrite dans l'alphasyllabaire gujarati.
Cette langue est également appelée katchi par ses locuteurs (franco-indiens) de l'océan Indien.
Dans les recensements linguistiques conduits par le gouvernement indien, le kutchi est classifié comme un dialecte du sindhi.